# Segno di Abadie
Con l'espressione segno di Abadie (o sintomo di Abadie) si intende l'insensibilità alla forte compressione del tendine d'Achille data da cause neurologiche.
Prende il suo nome da Jean Abadie.